# ماریا امیلیا سالرنی
 ماریا امیلیا سالرنی (انگلیسی: María Emilia Salerni؛ زادهٔ ۱۴ مهٔ ۱۹۸۳) یک تنیس‌باز اهل آرژانتین است.